# La guerra s'ha acabat
La guerra s'ha acabat  (títol original: La guerre est finie) és una pel·lícula francesa d'Alain Resnais estrenada el 1966. El títol s'inspira en el document amb el qual Francisco Franco va declarar el 1r d'abril de 1939 que la Guerra Civil espanyola havia acabat. Ha estat doblada al català.

## Argument
El 1965, Diego, un militant del Partit Comunista d'Espanya viu exiliat a París. Regularment, passa la frontera sota identitats falses assegurant així la relació entre els militants exiliats i els que s'han quedat a Espanya.
De tornada d'una missió difícil, Diego dubta del sentit de la seva acció i dels mitjans destinats. La seva confrontació amb els joves militants d'esquerra, que es convertiran en els actors del Maig del 68, és premonitori de l'evolució de les formes de lluita.
El guió de Jorge Semprún està marcat per la seva història personal, la seva lluita clandestina al Partit comunista d'Espanya, la seva marxa el 1964 de la direcció del partit per greus divergències amb el secretari general Santiago Carrillo.
Al seu llibre Autobiografia de Federico Sánchez, Jorge Semprún torna amb el tema de la pel·lícula precisant: «Un dels temes principals de la pel·lícula és justament la crítica de l'ordre de vaga general concebuda com a simple expedient ideològic, i més aviat destinat a unificar religiosament la consciència dels militant que a actuar sobre la realitat. »

## Comentari
Aquesta pel·lícula és potser la més lineal de Resnais, sota la influència de la seva primera col·laboració amb Jorge Semprún. Alain Resnais va declarar «si s'hagués volgut fer una pel·lícula sobre Espanya, hauria valgut més fer un documental o llançar una campanya de premsa. Vull dir que si el verdader objectiu fos aquest, refugiar-se darrere una ficció seria una covardia. El que no significa que la ficció no hi tingui un paper. Quan es veu l'emprenyament que aquesta pel·lícula ha provocat al ministeri de l'interior espanyol (que ha exigit que la pel·lícula sigui retirada de la competició del Festival de Canes 1966), reconec que estic sorprès. De manera normal l'haurien hagut de deixar passar. » 
El juliol de 1966, Jorge Semprún va al festival de Karlovy Vary a la República Txeca, La guerra s'ha acabat  on ha estat seleccionada. Aleshores, la pel·lícula havia estat retirada de la selecció a Canes. A Txèquia (Txecoeslovàquia en aquell temps), passa el mateix, Podleniak el director del festival, incòmode en el seu paper repressiu, anuncia la retirada de la pel·lícula de la selecció oficial, però que serà projectada fora de competició.
I és un immens èxit. Sota l'impuls de Milos Forman i d'Antonin Liehm, els organitzadors li atorguen fins i tot un premi especial.

## Repartiment
- Yves Montand: Diego Mora
- Ingrid Thulin: Marianne
- Geneviève Bujold: Nadine Sallanches
- Jean Bouise: Ramon
- Paul Crauchet: Roberto
- Dominique Rozan: Jude
- Anouk Ferjac: Marie Jude
- Bernard Fresson: André Sarlat
- Yvette Etiévant: Yvette
- Michel Piccoli: inspector de duanes
- Jean Dasté: responsable
- Gérard Séty: Bill
- Jacques Rispal: Manolo
- Annie Fargue: Agnès
- Catherine De Seyne: Jeanine
- José-Maria Flotats: Miguel
- Jean-François Rémi: Juan
- Roland Monod: Antoine
- Marcel Cuvelier: inspector Chardin
- Gérard Lartigau: cap del grup AR
- Marie Mergey: Sra. Lopez
- Françoise Bertin: Carmen
- Laurence Badie: Bernadette Pluvier
- Antoine Bourseiller: home del vagó-restaurant
- Claire Duhamel: dona del vagó-restaurant
- Martine Vatel: estudiant
- Antoine Vitez: empleat Air France
- Jacques Wallet: CRS
- Jorge Semprún: veu (no surt als crèdits)

## Premis i nominacions

### Premis
- 1966
  - Étoile de Cristal
  - Premi Louis-Delluc
  - Premi Luis-Buñuel dels periodistas espanyols a Canes
  - Premi de la FIPRESCI
  - Premi al Festival Internacional de Cinema de Karlovy Vary
  - Premi Méliès
- 1967: Premi a la millor pel·lícula en idioma estranger als New York Film Critics Circle Awards

### Nominacions
- 1968: Oscar al millor guió adaptat per Jorge Semprún